# Józef Wesołowski
Józef Wesołowski (Mizerna, 15 luglio 1948 – Città del Vaticano, 27 agosto 2015) è stato un arcivescovo cattolico polacco, dimesso dallo stato clericale nel 2014 dalla Congregazione per la Dottrina della Fede per il delitto di pedofilia, dopo la condanna nel primo grado di giudizio, ma con dimissione sospesa.

## Biografia
Józef Wesołowski nacque a Mizerna (Polonia) il 15 luglio 1948 ed era figlio di Damian Wesołowski e di sua moglie Teresa.

### Formazione e ministero sacerdotale
Il 21 maggio 1972 fu ordinato presbitero a Cracovia dall'arcivescovo Karol Wojtyła, che nel conclave dell'ottobre 1978 sarebbe poi stato eletto papa, scegliendo il nome di Giovanni Paolo II.
Entrato nel Corpo diplomatico della Santa Sede il 25 marzo 1980, prestò servizio presso le missioni diplomatiche della Santa Sede in Africa meridionale, Costa Rica, Giappone, Svizzera, India e Danimarca.

### Ministero episcopale
Il 3 novembre 1999 papa Giovanni Paolo II lo nominò arcivescovo titolare di Slebte e nunzio apostolico in Bolivia. Ricevette l'ordinazione episcopale il 6 gennaio successivo nella basilica di San Pietro in Vaticano dallo stesso pontefice coconsacranti gli arcivescovi Giovanni Battista Re, sostituto per gli affari generali della Segreteria di Stato, e Marcello Zago, segretario della Congregazione per l'evangelizzazione dei popoli.
Il 16 febbraio 2002 lo stesso pontefice lo nominò nunzio apostolico in Kazakistan, Kirghizistan, Tagikistan e Uzbekistan.
Il 24 gennaio 2008 papa Benedetto XVI lo nominò nunzio apostolico nella Repubblica Dominicana e delegato apostolico a Porto Rico, uffici da cui si dimise il 21 agosto 2013.

### Vicenda penale, arresto e processo
Il 2 settembre 2013 diverse emittenti televisive della Repubblica Dominicana diffusero la notizia del coinvolgimento di Wesołowski in un caso di abuso su minori. Il 4 settembre 2013 le autorità della Repubblica Dominicana avviarono un'inchiesta penale nei confronti di Wesołowski, che nel frattempo era stato richiamato a Roma. La Santa Sede confermò le indagini su Wesołowski da parte sia sua che delle autorità dominicane su accuse di pedofilia abbastanza gravi da consigliare la sospensione del nunzio, ma negò che esse fossero la causa del suo richiamo. La Chiesa dominicana descrisse il richiamo come un procedimento amministrativo.
Nel gennaio 2014 fu reso noto che la Santa Sede aveva negato l'estradizione di Wesołowski nella natia Polonia. Il procuratore distrettuale di Varsavia commentò che «mons. Wesolowski è un cittadino del Vaticano, e la legge vaticana non consente l'estradizione». Secondo il direttore della Sala stampa della Santa Sede, Federico Lombardi, nessuna richiesta di estradizione era stata inoltrata e la Santa Sede, la Polonia e la Repubblica Dominicana stavano cooperando.
Nel giugno 2014 Federico Lombardi comunicò che Wesołowski era stato oggetto di un'indagine da parte della Congregazione per la Dottrina della Fede, che si era conclusa nel processo canonico di primo grado con la sua dimissione dallo stato clericale. Wesołowski aveva diritto di proporre appello entro i due mesi successivi, cosa che egli fece e che causò la sospensione della dimissione. La Santa Sede comunicò anche che avrebbe adottato nei confronti dell'ex nunzio i provvedimenti adeguati alla gravità del caso.
Il 23 settembre 2014 fu arrestato dagli agenti della Gendarmeria vaticana su espressa volontà di papa Francesco, con l'accusa di pedofilia e di possesso di materiale pedopornografico.
Il 15 giugno 2015 il presidente del Tribunale dello Stato della Città del Vaticano, Giuseppe Dalla Torre, ne dispose il rinvio a giudizio in accoglimento della richiesta avanzata dall'ufficio del promotore di giustizia.
La prima udienza del processo si sarebbe dovuta tenere l'11 luglio 2015, ma fu rinviata a causa di malore improvviso dell'imputato.
Morì nella sua stanza nel collegio dei penitenzieri nel palazzo del tribunale nella Città del Vaticano nella tarda serata del 27 agosto 2015 all'età di 67 anni apparentemente per cause naturali riconducibili ad un evento cardiaco. L'Ufficio del promotore di giustizia vaticano, nell'ambito degli adempimenti di propria competenza, dispose l'effettuazione di un esame autoptico, nominando una commissione peritale di tre esperti.
Le esequie si tennero il 31 agosto nella cappella del palazzo del Governatorato in Vaticano e furono presiedute dall'arcivescovo Konrad Krajewski. Il giorno successivo la salma rientrò in Polonia. Una seconda cerimonia funebre, presieduta dal vescovo ausiliare di Cracovia Jan Szkodoń, ebbe luogo il 5 settembre nella chiesa parrocchiale di Czorsztyn. La salma fu poi sepolta nel cimitero cittadino.
Il 18 dicembre 2015 la Sala stampa della Santa Sede confermò che la morte di monsignor Wesołowski è ascrivibile a un infarto acuto del miocardio, con esclusione di altre cause esogene.

## Genealogia episcopale
La genealogia episcopale è:
- Cardinale Scipione Rebiba
- Cardinale Giulio Antonio Santori
- Cardinale Girolamo Bernerio, O.P.
- Arcivescovo Galeazzo Sanvitale
- Cardinale Ludovico Ludovisi
- Cardinale Luigi Caetani
- Cardinale Ulderico Carpegna
- Cardinale Paluzzo Paluzzi Altieri degli Albertoni
- Papa Benedetto XIII
- Papa Benedetto XIV
- Papa Clemente XIII
- Cardinale Enrico Benedetto Stuart
- Papa Leone XII
- Cardinale Chiarissimo Falconieri Mellini
- Cardinale Camillo Di Pietro
- Cardinale Mieczysław Halka Ledóchowski
- Cardinale Jan Maurycy Paweł Puzyna de Kosielsko
- Arcivescovo Józef Bilczewski
- Arcivescovo Bolesław Twardowski
- Arcivescovo Eugeniusz Baziak
- Papa Giovanni Paolo II
- Arcivescovo Józef Wesołowski